# Gran forat blau
El gran forat blau és un forat blau de la costa de Belize. És a prop del centre de l'escull Lighthouse, un petit atol situat a 100 quilòmetres de la costa continental i de la ciutat de Belize. El forat és de forma circular, i fa més de 300 metres d'ample i 125 de profunditat. Es va formar com un sistema de coves de pedra calcària durant el darrer període glacial, quan els nivells de la mar eren molt més baixos. Com que el mar va començar a pujar altra vegada, les coves es van inundar, i el sostre es va ensorrar. Hom creu que és el fenomen més gran del món d'aquesta mena; el gran forat blau és part del Sistema de Reserves de la Barrera d'esculls de Belize, i Patrimoni de la Humanitat de les Nacions Unides per a l'Educació, la Ciència i la Cultura (UNESCO).

## Exploració
Aquest clot va ser conegut gràcies a Jacques-Yves Cousteau, que va declarar aquest lloc com un dels deu millors punts de busseig del món. El 1971, Cousteau va portar el seu vaixell, el Calypso, al sot per calcular-ne la profunditat. Les investigacions d'aquesta expedició van confirmar l'origen del sot sobre la base de típiques formacions de pedra calcària càrstica, formades abans de l'elevació del nivell de la mar en almenys quatre etapes, deixant sortints amb profunditats de 21, 49 i 91 metres. Es van recuperar estalactites de coves submergides, cosa que en confirma la formació prèvia sobre el nivell del mar. Algunes d'aquestes estalactites es troben fora de la vertical de 10° i -13°, en una orientació coherent, cosa que indica que també hi ha hagut algun moviment geològic i una inclinació de la plataforma subjacent, seguit per un llarg període en el pla actual.

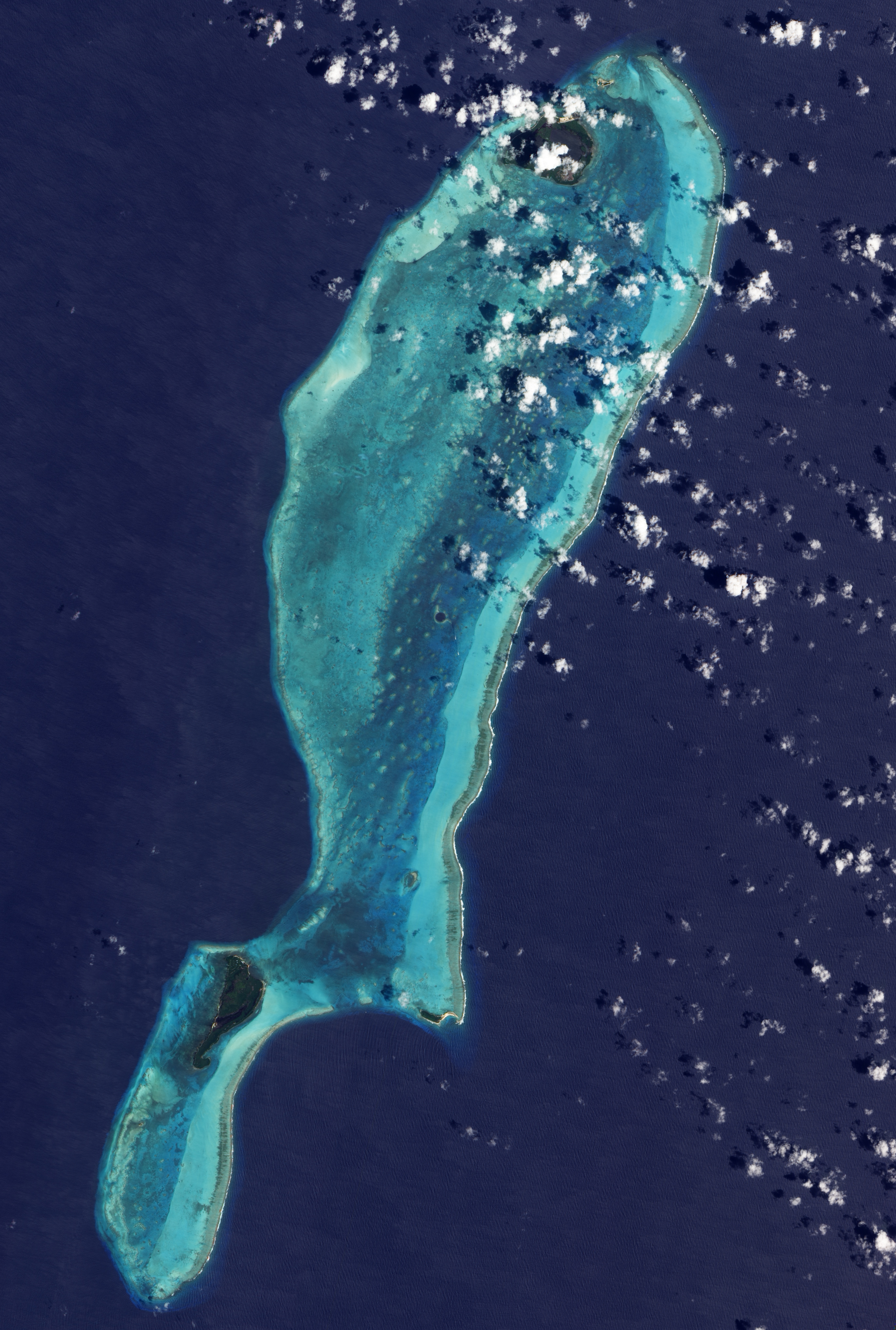
Escull Lighthouse vist des de l'espai.

## Turisme
Aquest lloc és popular entre els bussos recreatius, que són atrets per l'oportunitat de bussejar en aigües cristal·lines i trobar-se amb diverses espècies de peixos, que inclouen els neros gegants, els taurons nodrissa i diversos tipus de taurons com el tauró dels esculls del Carib i el tauró de punta negra. Altres espècies de taurons, com el tauró toro i el tauró cap de martell, s'hi han vist, però no gaire sovint. En general, els viatges de busseig al gran forat blau són excursions d'un dia complet, que inclou submergir-se en el forat blau i dues capbussades en els esculls propers. Coves de formació similar, com la del gran forat blau, són ben conegudes a les costes de Belize, i a la península de Yucatán, on són coneguts com a "cenotes".